# Нова Січ
47°35′5″ пн. ш. 34°4′43″ сх. д. / 47.58472° пн. ш. 34.07861° сх. д.

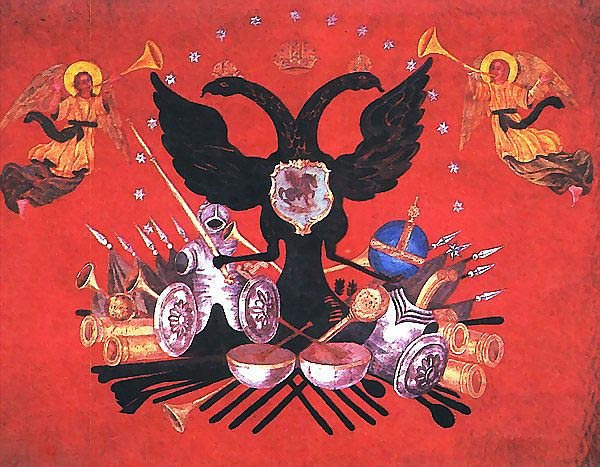
Корогва Нової Січі

Нова Січ (Підпільненська Січ) — адміністративний і військовий центр запорозького козацтва в 1734—1775 роках, створений після повернення Війська Запорозького низового під російський протекторат у наслідку підписання Лубенського договору. Після знищення Запорозької Січі московським царем Петром Олексійовичем у 1709, Війська Запорозьке деякий час перебувало під протекторатом Блискучої Порти.
Остання Запорозька Січ розташовувалася на великому півострові, що омивався річкою Підпільною (притока Дніпра).

## Заснування
Нова Січ була заснована з дозволу і під наглядом російського уряду 31 березня 1734 року отаманом-гетьманом І. Малашевичем на Правобережжі Дніпра у Великій плавні, що займала 26-тисяч десятин.
Підставою для подальшого існування Нової Січі як території був підписаний у 1734 році Лубенський договір про визнання запорожцями російського протекторату.
Для нагляду за діями козаків імператорський уряд побудував за 2 км від Нової Січі укріплення з двома напівбастіонами і постійною залогою — так званий Новосіченський ретраншемент.
За визначенням істориків, Новосіченський ретраншемент зведено в Січі імператорським урядом з показною метою допомоги запорожцям у їхній війні з османами, але в дійсності з прихованою метою — тримати їх у своїх руках. Щоправда запорожці добре розуміли причину зведення російської цитаделі, висловлюючи своє незадоволення словами: «Засіла нам московська болячка на печінках». З огляду на історичні події, що сталися в часи існування Нової Січі, маємо визнати, що імператорський уряд досяг своєї мети, відсторонивши січовиків від участі в загальнонародній боротьбі проти знедолення.

## Розташування та складові частини Січі
З трьох боків Січ оточувалась притокою Дніпра річкою Підпільною, якою плавали запорізькі чайки та торгові турецькі й грецькі судна (тумбаси), що припливали до січової гавані в річковій затоці Уступ. З північно — східного боку від Підпільної відокремлювався рукав — річка Сисина, що впадала в Дніпро.
Січ являла собою місто — фортецю оточену валом та палісадами. Підпільненська Січ складалася з трьох частин: передмістя, або так званого крамного базару, де всі курені та приїжджі гості мали свої крами та шинки для торгівлі де були житла базарних отаманів та військового кантаржія або хранителя ваг і мір. Це передмістя називалося Гассан — Башею. Від нього починалася брама, що вела до Коша — головного укріплення, де довкола січового майдану розташовувались 38 куренів. Курені були просторими казармами. Між куренями затокою Уступ та річкою Підпільною розмістився Внутрішний Кіш або Паланка відділений стіною від Зовнішнього Коша. На Паланці знаходились будинки кошового отамана та січової старшини, а також соборна Січова церква Покрови Божої Матері, військова канцелярія, скарбниця та будинки духовенства.
На захід від Коша знаходилось укріплення Новосіченського ретраншементу збудованого царським урядом для контролю над Січчю. Тут перебував російський комендант з гарнізоном ландміліцейських полків.

## Історія Січі

Нова Січ, 1734—1775 роки. Реконструкція В. Ленченка

Прикметне, що саме в часи існування Нової Січі постає незалежне козацько-військове угрупування під назвою «гайдамаки». Гайдамацький рух розпочався у 1734 році з бездіяльності першого Новосіченського отамана-гетьмана І. Малашевича у справі захисту прав і свобод українського народу, коли 1734—1738 роках на Київщині, Брацлавщині, Поділля, Волині почали діяти великі загони повстанців, очолювані Г. Голим, М. Гривою, С. Чалим та іншими.
У 1760 році на Січі спалахнула епідемія, в'їзд та виїзд з Січі було заборонено.
У 1768 році спалахнув козачий бунт (так званий «бунт сіроми»), під час якого кошовий отаман Калнишевський та козацька старшина ховалися у Новосіченському ретраншементі. Бунтівники намагалися обрати кошовим Пилипа Федоріва, але були швидко розігнані.
З Нової Січі вирушало Запорозьке Військо на російсько-турецьку війну 1735—1739 рр. та війну 1768—1774 рр., у 1771—1773 з січової гавані виходила запорозька флотилія, що двічі здійснила Чорноморсько-Дунайську експедицію.

## Руйнування
На початку червня 1775 року за наказом Катерини II Нова Січ була зруйнована військами що рушили з Фортеці Святої Єлисавети, а Вольності Війська Запорозького анульовані. Після закінчення російсько-турецької війни (1768—1774), в якій запорозькі козаки брали активну та дієву участь, генерал-поручик Петро Текелій повів до Січі 10 піхотних, 13 російських козацьких, 8 кінних регулярних полків, 20 гусарських і 17 пікінерських ескадронів. Незважаючи на малочисельність, запорожці звернулись до кошового отамана Петра Калнишевського за дозволом боронитися до загину. Проте заможні старшини радили кошовому піддатися без жодних умов; до того ж, священник січової церкви Покрови Володимир Сокальський став прохати не йти «брат на брата». Врешті кошовий отаман здав Січ без бою. 4 червня 1775 року Нової (Підпільненьської) Січі не стало.
На місці Січі виникло село Покровське, яке в 50-ті роки XX ст. опинилося під водами штучного Каховського моря.